# Lokutu
Lokutu (of ook wel Lukutu, of historisch Elisabetha) is een plaats in de provincie Tshopo van de Democratische Republiek Congo. De juiste naam is omstreden, verschillende kaarten gebruiken verschillende namen.
De plaats ligt aan de Kongostroom waar de Lualaba en de Aruwimi bij elkaar komen, en ligt aan de weg R401, halverwege Lisala en Kisangani. Lokutu heeft een eigen vliegveld, met de ICAO-code FZIZ.